# Gazela (most)
Most Gazela (v srbské cyrilici мост Газела) se nachází v Bělehradu (spojuje centrum města a Nový Bělehrad přes řeku Sávu). Je to jeden z nejrušnějších mostů ve městě a slouží silniční dopravě, jakož i chodcům. Dlouhý je 332 metrů, v každém směru se nachází vozovka se třemi jízdními pruhy. Most byl vybudován jako součást dálnice Bratrství a jednoty na konci 60. let 20. století. Za západní strany pokračuje dálnice směrem na západ, z jižní potom průtah městem a mimoúrovňová křižovatka Mostar.
Přestože měl most Gazela zpočátku sloužit jen pro 40 tisíc aut denně, nakonec se zatížení ukázalo několikanásobně překračující tuto mez. Na počátku 21. století se díky chabé údržbě a husté dopravě se dostala do popředí otázka bezpečnosti, neboť se začaly projevovat defekty spojené s únavou materiálu. V roce 2011 byl proto rekonstruován a v listopadu téhož roku opět otevřen v celé své šířce pro dopravu.
Most se stal také nechvalně proslulý jako místo, v jehož blízkosti (a také pod ním) se nacházejí nuzné přístřešky bělehradské romské populace.